# Affido familiare
L'affido familiare è un'istituzione dell'ordinamento civile italiano che si basa su un provvedimento temporaneo che si rivolge a bambini e a ragazzi fino ai diciotto anni di nazionalità italiana o straniera, che si trovano in situazioni di instabilità familiare. Grazie all'affido, il minore viene accolto presso una famiglia che ne fa richiesta o, ove ciò non sia possibile, è consentito l'inserimento del minore in una comunità di assistenza pubblica o privata. L'affidamento è dunque un servizio di aiuto e sostegno creato nell'ottica della tutela dei diritti dell'infanzia, garantendo al minore il diritto a crescere in un ambiente che possa soddisfare le sue esigenze educative e affettive, in grado di rispettare i suoi bisogni, in riferimento alle caratteristiche personali e familiari e alla sua specifica situazione di difficoltà.
In Italia l'affidamento è disciplinato dalla Legge n. 184 del 4 maggio 1983 che è stata poi modificata dalla Legge n. 149 del 28 marzo 2001.

## Compiti della famiglia affidataria
La famiglia affidataria avrà il compito di assicurare al minore il mantenimento, l'educazione, l'istruzione e le relazioni affettive, rispondendo dunque ai bisogni di cui questi necessita. Con l'istituto dell'affidamento familiare, gli elementi affidatari non potranno considerarsi come genitori diretti del minore. L'affidamento non rappresenta una sostituzione legale e/o sociale alla famiglia d'origine ma un aiuto parallelo che supplisca alle funzioni, per il tempo necessario alla famiglia “disfunzionale” nel superare le problematiche e ritrovare un ambiente familiare idoneo per lo sviluppo del minore. La legge del 28 marzo n. 149 del 2001 stabilisce che, ove l'inserimento presso una famiglia o persona singola non sia possibile, è consentito l'inserimento del minore in una comunità di assistenza pubblica o privata. L'istituto deve quindi assolvere il medesimo compito.

## Cause della decisione di affido
I motivi per cui viene generalmente stabilito questo provvedimento sono diversi. In generale viene richiesto l'affidamento quando vi sono problemi che destabilizzano l'ordine, l'armonia e la pace all'interno della famiglia d'origine. Nella maggior parte dei casi i problemi possono essere: malattia, detenzione, tossicodipendenza, incuria o violenza al minore da parte di familiari.

## I protagonisti dell'affidamento (le relazioni)
I protagonisti dell'affidamento possono dividersi in attori diretti e attori indiretti. È importante distinguere questi due livelli, anche se sono estremamente interconnessi, al fine di evitare disfunzioni sull'attività che ogni parte deve svolgere. Gli attori diretti sono:
- il minore, un bambino dai primi anni di nascita fino ai diciotto anni;
- la famiglia d'origine, qualunque persona che, singolarmente o in coppia, abbia il compito di accudire, allevare, educare un minore, in tutta la sua integrità fisica, psichica ed emotiva e che, a una valutazione tecnica psicosociale, appaia impossibilitata e/o inadeguata a svolgerlo (primi fra tutti, il padre e la madre, ma anche gli altri familiari fino al quarto grado di parentela);
- la famiglia affidataria, qualunque persona che, singolarmente o in coppia, a una valutazione tecnica psicosociale risulti in grado di accudire, educare e mantenere un minore rispondendo a tutte le caratteristiche richieste per una famiglia affidataria come la disponibilità nella collaborazione con le istituzioni, un forte temperamento nel tollerare le diverse situazioni problematiche, solidarietà verso altre etnie e culture sociali.
- la comunità di assistenza pubblica o privata, un istituto che si occupa dell'accoglienza del minore e mette in atto interventi socio-assistenziali ed educativi, integrativi o sostitutivi della famiglia.

Gli attori indiretti sono:
- i Servizi Territoriali, che esprimono una diagnosi psicosociale approfondita della situazione familiare, anche reperendo da altre fonti eventuali elementi di conoscenza. La diagnosi controlla le condizioni di rischio nello sviluppo del minore, le capacità genitoriali attuali e quelle potenzialmente sviluppabili della coppia, il tipo e la qualità dei legami fra genitori e figli. Successivamente formulano una proposta di progetto mirato in cui sono specificati gli obiettivi a breve, medio e lungo termine. Alla fine prevedono un possibile abbinamento avendo già individuato le caratteristiche necessarie di una famiglia affidataria espresse secondo una scala di priorità. Il loro compito segue lo svolgimento dell'affido con verifiche periodiche fra tutti gli operatori coinvolti nel progetto, attraverso colloqui e visite domiciliari a cadenza periodica svolti con la famiglia affidataria. Altri incarichi svolti dai Servizi Territoriali si incentrano su interventi psicoterapeutici sul bambino ove le verifiche di cui sopra ne evidenzino l'esigenza; accompagnamento continuo del bambino durante tutto il periodo dell'affido; interventi di aiuto/recupero della famiglia d'origine. Questi incarichi sono svolti da un'équipe interdisciplinare costituita almeno da una coppia di operatori pubblici (assistente sociale e psicologo). Lo staff, che si occupa del caso, è responsabile dell'elaborazione e attuazione del progetto;
- i Servizi Affidi nella comunità, contribuiscono a creare una cultura dell'affido familiare e a diffondere la conoscenza delle problematiche che intende affrontare, la tipologia degli interventi che vengono realizzati e le modalità di funzionamento dei servizi competenti. A tal fine utilizza tutti i canali e i mezzi possibili, anche in collaborazione con il volontariato. Attua iniziative di sensibilizzazione e pubblicizzazione volte al reperimento di famiglie sensibili e disponibili all'affido per costituire una banca di risorse a cui attingere per realizzare i progetti di protezione e tutela del minore. Con queste famiglie attua percorsi di informazione- formazione individuale e/o di gruppo sugli aspetti giuridici, sociali e psicologici dell'intervento;
- l'Autorità Giudiziaria, esegue i compiti previsti dalle leggi vigenti, ossia dà esecutività al provvedimento disposto e affida all'Ente Locale il minore per un idoneo collocamento, compiendo successivamente delle verifiche. Inoltre, su proposta del Servizio Sociale, emette un decreto di affido a una specifica famiglia prescrivendo al Servizio suddetto l'obbligo del sostegno e della vigilanza.

Sul territorio nazionale le competenze dei Servizi Territoriali e dei Servizi Affidi sono realizzate attraverso organizzazioni e strutture differenti corrispondenti alle diverse necessità, possibilità territoriali o amministrative. Per dare inizio a un percorso di affido il rapporto minore - famiglia d'origine deve svolgersi in una situazione disfunzionale: la famiglia non svolge, o svolge in maniera insufficiente i suoi compiti di accudimento e/o educazione del minore rischiando di lasciarlo in balia delle sue ridotte capacità o addirittura di altri, in maniera consapevole o inconsapevole; la famiglia distorce i compiti suddetti assegnando al minore ruoli non adatti, imponendogli comportamenti non adeguati all'età e/o non rispettando le necessarie capacità generazionali. Le relazioni minore - famiglia affidataria e famiglia affidataria - famiglia d'origine, si devono avviare solamente dopo un intervento del livello istituzionale e, nel caso in cui si siano attuate spontaneamente, l'istituzione deve farsi immediatamente carico della qualità di questi rapporti. La relazione disfunzionale minore - famiglia d'origine, quindi, apre il rapporto con il livello istituzionale e nascono quindi le relazioni Servizi Territoriali - minore e Servizi Territoriali - famiglia d'origine che devono realizzare la prima fase fondamentale del processo: l'identificazione del bisogno.
Questa fase avvia due relazioni a livello istituzionale: la relazione Servizi Territoriali - Autorità Giudiziaria e quella Servizi Territoriali - Servizi Affidi. La prima vede coinvolto, nella fase di identificazione del bisogno, il Giudice Tutelare quando la relazione Servizi Territoriali - famiglia d'origine si svolge senza conflitti; vede coinvolto, invece, il Tribunale per i Minorenni quando la relazione Servizi Territoriali - famiglia d'origine non perviene a un accordo sul progetto. La seconda relazione Servizi Territoriali- Servizi Affidi innesca la successiva fase del processo: l'identificazione della risorsa. Questa fase vede coinvolti i due Servizi sopraindicati per l'individuazione, all'interno della "Banca famiglie", del nucleo familiare più indicato per la specifica situazione in esame. Le due relazioni appena individuate danno avvio, a livello di processo, alla fase definitiva: la presa di decisione. In questo momento avviene l'abbinamento minore - famiglia affidataria. Si aprono le relazioni famiglia affidataria - famiglia d'origine e famiglia affidataria - minore come previsto dal progetto; queste relazioni si realizzeranno sempre secondo l'intervento del servizio competente. La funzione di gestore e mediatore del Servizio competente costituisce la base dell'ultima fase del processo, quella della valutazione e verifica. Questo momento fondamentale apre nuovamente la relazione tra il servizio di territorio e il servizio affidi per la revisione dei criteri di selezione e abbinamento delle famiglie e può portare alla chiusura dell'affidamento familiare riportando il minore alla famiglia di origine nel momento in cui sia diventata nuovamente funzionale.

## Come si diventa affidatari
Possono offrire la disponibilità all'affidamento sia coppie coniugate con figli o senza, sia persone non coniugate. La legge non stabilisce vincoli di età rispetto al bambino affidato né di reddito. Vi sono dunque altri tipi di requisiti essenziali che si possono riassumere in:
- uno spazio nella propria vita e nella propria casa per accogliere un'altra persona;
- la disponibilità affettiva e le capacità educative per accompagnare per un tratto di strada più o meno lungo un bambino o un ragazzo senza la pretesa di cambiarlo ma aiutandolo a sviluppare le sue potenzialità e valorizzando le sue risorse;
- la consapevolezza della presenza e dell'importanza della famiglia d'origine nella vita del bambino. Compito importante è appunto quello di curare e mantenere i rapporti con la famiglia d'origine affinché si possa favorire il reinserimento del minore.

Chiunque voglia avere informazioni e proporsi per l'affidamento di un minore deve rivolgersi ai servizi sociali territoriali di residenza, offrire la propria disponibilità ed esprimere il proprio desiderio di far parte di questo progetto. I servizi sociali territoriali effettueranno incontri e colloqui di conoscenza con le famiglie o con le singole persone disponibili all'affidamento al fine di recuperare informazioni circa l'effettiva corrispondenza tra le caratteristiche e l'idoneità di tali persone e le caratteristiche del bambino bisognoso di cure morali, affettive e materiali. In questo modo s'incomincia a intraprendere un percorso di preparazione, che si conclude con l'inserimento degli affidatari idonei in un apposito elenco ufficiale tenuto dal servizio sociale stesso.

## I diritti
- il bambino ha diritto a essere ascoltato, informato e preparato prima di procedere all'affidamento; ha diritto a mantenere i rapporti con la propria famiglia e a mantenere i rapporti con la famiglia affidataria anche al termine dell'affido, quando non vi siano controindicazioni;
- la famiglia affidataria ha diritto a essere informata sulle finalità dell'affidamento e a essere coinvolta nelle fasi del progetto; ha diritto ad avere un sostegno individuale e di gruppo; ha diritto inoltre ad avere un contributo mensile svincolato dal reddito e ad avere facilitazioni per l'accesso ai servizi sanitari, educativi e sociali;
- la famiglia d'origine ha diritto a essere informata sulle finalità dell'affidamento e a essere coinvolta in tutte le fasi del progetto; ha diritto ad avere un sostegno individuale in merito al percorso di affido e a essere coinvolta in un progetto di aiuto per superare le proprie difficoltà.

## Tipologie di affidamento
L'affidamento familiare si basa sue due pilastri importanti che sono la temporaneità e il mantenimento dei rapporti con i genitori in previsione del rientro nella famiglia di origine. In base alle esigenze del minore, alle caratteristiche della sua famiglia e alle motivazioni dell'allontanamento, l'affidamento può essere progettato per periodi brevi, medi o lunghi. L'affidamento familiare quindi avrà diverse tipologie di affido che si distingueranno l'uno dall'altro in base al tempo e alla durata della permanenza del minore nella famiglia affidataria. Possono essere:
- a lungo termine, fino a due anni, ma può essere prorogato dal Tribunale per i Minori qualora la sospensione dell'affidamento rechi pregiudizio al minore. In questi casi si tratta di un provvedimento attuato per situazioni familiari molto gravi e complesse;
- a medio termine entro 18 mesi, sempre in riferimento alle difficoltà della famiglia di origine;
- a breve termine, per qualche mese (6/8);
- a tempo parziale, è una particolare forma di affidamento a carattere preventivo e di sostegno, che può riguardare alcune ore del giorno, i fine settimana, brevi periodi di vacanza, secondo un progetto elaborato a favore del bambino, qualora i genitori naturali non siano in grado di occuparsene a tempo pieno. In questi casi la famiglia affidataria svolge una funzione di appoggio per aiutare la famiglia in difficoltà nella cura dei figli senza che questi siano allontanati da casa. Aiutare un bambino con l'affidamento a tempo parziale significa, ad esempio, impegnarsi per un tempo limitato accompagnandolo a scuola, facendogli fare i compiti, seguendolo nelle sue attività di gioco e tempo libero.

## Caratteristiche dell'affido
L'affidamento può realizzarsi:
- con il consenso dei genitori, viene appunto chiamato affido consensuale, ed è disposto con un atto amministrativo dei Servizi Sociali degli Enti titolari o delegati ed è reso esecutivo dal Giudice Tutelare;
- con un provvedimento del Tribunale per i Minori, viene chiamato affido giudiziale ed attuato dai Servizi Sociali degli Enti titolari o delegati, prescindendo dal consenso dei genitori.

L'ascolto del minore da parte del Giudice è previsto qualora abbia compiuto i dodici anni di età; per età inferiori occorre individuare caso per caso le forme più opportune di coinvolgimento del bambino nella causa. Inoltre l'affido si distingue anche sulla base della famiglia affidataria in:
- affido a familiari, nel caso in cui gli affidatari siano familiari entro il quarto grado di parentela;
- affido extra-familiare, nel caso in cui non vi sia legame familiare tra il minore e la famiglia affidataria.
- inserimento in comunità di accoglienza, nel caso in cui non sia possibile inserire il minore in una famiglia.

## L'istruttoria
L’istruttoria consiste in alcuni colloqui con l’assistente sociale e lo psicologo, e in una visita domiciliare. La finalità dell'istruttoria è:
- dare informazioni sull'affidamento familiare e sui problemi più ricorrenti relativi all'ingresso in famiglia di un bambino;
- conoscere la composizione del nucleo familiare (età dei componenti, attività lavorativa, abitazione…), del nucleo parentale e del contesto socioambientale in cui il minore potrebbe essere inserito;
- conoscere e approfondire gli aspetti individuali e le caratteristiche essenziali delle relazioni familiari e delle motivazioni all'affidamento;
- stabilire le caratteristiche del bambino che potrebbe essere proposto per l'affidamento.

L'istruttoria prevede anche la partecipazione a incontri formativi di gruppo sulle tematiche dell'affido. La durata di questo percorso è di circa 4-6 mesi. Al termine dell'istruttoria, la famiglia o la singola persona saranno inserite nella anagrafe delle famiglie affidatarie, in attesa di una proposta di accoglienza di un bambino ritenuta opportuna dagli operatori.

## Differenze tra affido e adozione
L'affidamento familiare e l'adozione sono due percorsi completamente diversi e non sovrapponibili e si differenziano in base alle seguenti caratteristiche:
- la temporaneità: infatti nell'affido familiare è previsto il ritorno del minore all'interno della famiglia d'origine. L'adozione, invece, è un processo in cui vengono definitivamente interrotti i rapporti con la famiglia naturale;
- il mantenimento dei rapporti con la famiglia di origine, che presuppone per l'intero percorso, un costante e frequente rapporto tra il minore e la famiglia di origine;
- rientro del minore nella famiglia di origine, al termine della fase che impediva alla famiglia originaria di occuparsi del figlio, questi può farvi ritorno;
- la natura giuridica, infatti l'affido non cambia legalmente il rapporto del minore con i suoi genitori di origine mentre con l'adozione il minore diviene a tutti gli effetti figlio della nuova coppia, di cui acquisisce anche il cognome;
- lo status socio-economico, che in un'adozione è fondamentale affinché venga accettata. La famiglia che richiede l'adozione deve possedere determinati requisiti oggettivi (età, un matrimonio o convivenza stabile) che per quelli affidatari non sono previsti.

## Affido"sine die"
L'affido è caratterizzato dall'essere un provvedimento temporaneo, la cui durata non dovrebbe superare i due anni, nel caso dell'affido consensuale, o comunque il periodo temporale indicato nel provvedimento del tribunale, nel caso di affido giudiziale. Nella pratica, spesso accade che non si realizzino le condizioni per cui il minore possa rientrare nella famiglia di origine, per cui un affido consensuale si trasformi in giudiziale, o che un provvedimento di affido giudiziale venga reiterato, rendendo di fatto l'affido un fatto non più temporaneo, ma duraturo nel tempo. (Si intende sempre fino ai diciotto anni, perché da questa età in poi il soggetto in causa acquista la maggiore età e quindi la capacità di decidere cosa è meglio per la sua persona). In questi casi si parla di affido sine die

## Cessazione dell'affidamento
L'affidamento termina quando:
- Viene meno la causa che ha determinato l'abbandono temporaneo del minore.
- Lo stato di abbandono diviene definitivo e viene revocata la potestà genitoriale. In questo caso si avvia il procedimento di adozione e il tribunale decide di mutare l'affidamento in atto in affidamento preadottivo (se i genitori hanno i requisiti necessari). Nelle stesse circostanza, anche il minore che è stato affidato ad un istituto può essere dichiarato adottabile.
- Non ha dato buon esito o non può proseguire per altre cause (malattia grave o morte dell'affidatario, trasferimento in luogo lontano, decisione dei genitori affidatari di interrompere l'affidamento). In questo caso viene scelto un nuovo affidatario.

## Informazioni pratiche
Vi sono poi altre informazioni che è bene sapere se abbiamo in affido un minore:
- stato di famiglia, l'iscrizione del minore nello stato di famiglia degli affidatari può essere fatta negli affidamenti a lungo termine in accordo con il Servizio e con i genitori del minore (a meno che non vi sia un provvedimento di decadenza della potestà) e comunque qualora questo corrisponda all'interesse del bambino. Negli affidamenti di breve durata, non viene effettuata nessuna variazione anagrafica.
- scuola, l'iscrizione (dal nido alle superiori) va fatta sulla base del domicilio del minore. La famiglia affidataria deve presentare una dichiarazione che attesti l'affidamento, rilasciata dal servizio sociale del Comune di residenza del minore. Gli affidatari, oltre a mantenere i periodici contatti con gli insegnanti circa l'andamento scolastico del minore, esercitano i poteri connessi alla potestà genitoriale riguardo agli ordinari rapporti con la scuola (la partecipazione agli organismi scolastici, alla giustificazione per assenza, la richiesta di autorizzazione per la gita scolastica). Decisioni importanti come per esempio il cambiamento di scuola, o la scelta degli studi superiori andranno concordate con i genitori naturali, tramite il servizio sociale che segue il minore e gli operatori che seguono il progetto d'affidamento.
- vaccinazioni, gli affidatari sono tenuti, salvo diversa e documentata indicazione medica, a provvedere alle vaccinazioni obbligatorie del minore affidato. Le vaccinazioni facoltative dovranno essere concordate di volta in volta dagli affidatari con il tutore o chi esercita la potestà e il pediatra del bambino;
- documentazione per recarsi all'estero, la richiesta per ottenere il documento per potersi recare all'estero con un minore in affidamento deve essere firmata dai genitori d'origine o dal tutore e dall'affidatario (legge n. 1185/67 art. 3). Se manca il consenso del tutore e/o dell'affidatario occorre l'intervento autorizzativo del Giudice Tutelare. La famiglia affidataria che avesse la necessità di tale documentazione può rivolgersi agli operatori che hanno in carico il bambino i quali daranno le informazioni necessarie. Poiché può trattarsi di una pratica complessa e lunga è opportuno attivarsi con 1 o 2 mesi di anticipo.